# Nổ súng Tucson 2011
Vụ nổ súng gần Tucson, Arizona, diễn ra ngày 8 tháng 1 năm 2011. 21 người bị bắn, trong đó có sáu người tử vong tại chỗ, trong cuộc gặp của Dân biểu Gabrielle Giffords với các nhân vật chính trị tại siêu thị Safeway thuộc Casas Adobes. Trong số những người chết bao gồm một chánh án quận Arizona - John Roll, một cô bé 9 tuổi và một trợ lý Quốc hội. Dân biểu Giffords, một đại diện của đảng Dân Chủ Democrat được cho là mục tiêu của cuộc tấn công này, đã bị bắn vào đầu ở tầm gần và hiện đang trong tình trạng nguy kịch
Một người đàn ông 22 tuổi, Jared Lee Loughner, đã bị bắt ngay lại hiện trường vụ án, và các nhân viên điều tra Liên Bang đã đưa ra 5 lời buộc tội chống lại anh ta, bao gồm cố ý ám sát thành viên Quốc hội. Động cơ của vụ nổ súng này vẫn chưa rõ vì người tình nghi trong vụ này vẫn chưa khai báo gì và yêu cầu quyền không được tự buộc tội. Giffords là chính trị gia đầu tiên của Mỹ bị bắn kể từ vụ ám sát Ronald Reagan vào tháng 3 năm 1981.